# نظریه برجسته‌سازی

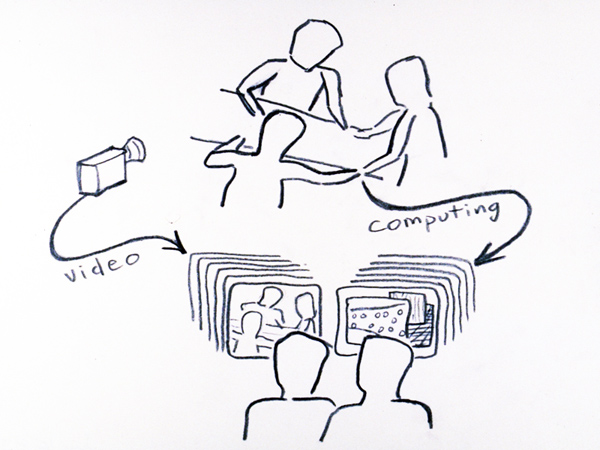
نظریه برجسته‌سازی

## تعریف
نظریه برجسته‌سازی اشاره به تأثیر رسانه‌ها بر شناخت و نگرش ما و تعیین اولویت‌های ذهنی با بزرگ‌کردن بعضی از رویدادها در قالب خبر و گزارش دارد. رسانه‌ها (چه صوتی و تصویری از نوع رادیو و تلویزیون و چه نوشتاری مثل روزنامه‌ها و سایت‌های اینترنتی و…) با تمرکز بر بعضی از رویدادها، تلاش می‌کنند بر آگاهی و اطلاعات مردم تأثیر بگذارند و یک موضوع را برجسته کنند.
فرضیه برجسته سازی از اوایل دهه ۱۹۷۰ یکی از مفاهیم اصلی در نظریه‌های ارتباطات بوده‌است. این فرضیه مهم است، زیرا حاکی از شیوه‌ای است که رسانه‌ها می‌توانند بر جامعه اثر داشته باشند و این جایگزینی به منظور تغییر نگرش صورت می‌گیرد. همچنین شواهدی وجود دارد مبنی بر اینکه رسانه‌ها، دیدگاه افراد را در خصوص مشکلات مهمی که جامعه با آن مواجه است شکل می‌دهند. ممکن است مسائل و مشکلاتی که در رسانه‌ها مورد تأکید قرار گرفته‌است همان‌هایی نباشد که در واقعیت بارز است. همچنین شواهدی وجود دارد دایر بر اینکه هر چند رسانه‌ها تغییر نگرشی که ایجاد می‌کنند اندک است، با استفاده از مفهوم زمینه‌چینی، می‌توانند نفوذ مهمی اعمال کنند (مانند نفوذ بر انتخابات ریاست جمهوری).
شواهد مربوط به برجسته سازی قطعی و فراگیر نیست، اما شواهد تأیید کننده کافی وجود دارد که بگوییم این مفهوم را باید جدی بگیریم.
رسانه‌ها البته نمی‌توانند «چگونه فکرکردن» را به مخاطبین تحمیل کنند. مخاطبان هشیار از این توان برخوردارند که بر مبنای منطق و دیدگاه انتقادی خود دست به انتخاب بزنند اما می‌توانند (و توانسته‌اند) تعیین کنند که مردم دربارهٔ «چه موضوعی» فکرشان مشغول باشد و چه چیز مسئله ما بشود. توجه داشته باشیم که اولویت‌ها، همیشه توسط زمینه‌ها و موقعیت‌های اجتماعی تعیین نمی‌شود. برجسته‌سازی یعنی این اندیشه که رسانه‌های خبری با ارائه خبرها، موضوعاتی را که عامه راجع به آن‌ها فکر می‌کنند، تعیین می‌نمایند.
با برجسته‌سازی و تکرار اخباری که بخشی از واقعیت را دارد و نیمهٔ پنهانش از نظرها محو است، افکار عمومی مهندسی و مسائل اولویت‌بندی می‌شوند.
«دونالد شاو»و «مکسول مک‌کومبز»که واضع نظریه برجسته‌سازی هستند در مقاله «کارکرد برجسته‌سازی مطبوعات» مهندسی افکار عمومی توسط رسانه‌ها را تشریح کرده و نشان داده‌اند رسانه‌ها در قالب گزارش‌های خبری، خط خودشان را پیش می‌برند.
در جریان مبارزات انتخابات ریاست جمهوری و رقابت بین جیمی کارتر و رونالد ریگان در سال ۱۹۸۰، مطبوعات چند روز قبل از انتخابات، توانستند با برجسته‌سازی موضوع آزادی گروگان‌های آمریکایی در ایران، آن را به اولویت ذهنی مردم آمریکا و نمونه‌ای از بزرگ‌ترین شکست‌های مدیریتی کارتر تبدیل کنند و باعث شکست وی و پیروزی ریگان در انتخابات شوند. افزودن آگاهی عمومی از موضوع گروگان‌گیری در جریان انتخابات یکی از شیوه‌هایی است که از طریق آن رسانه‌های جمعی می‌توانند بر عامه تأثیر بگذارند.
مفهوم برجسته‌سازی صرفاً تدوین و تنظیم اخبار که امری بدیهی و لازم است، نیست. نباید آن را در انتخاب و اولویت اخبار در قالب تیتر اول مطبوعات یا عناوین اول اخبار رادیو و تلویزیون تقلیل داد. برجسته‌سازی فراتر از این و دارای شیوه‌ها و پیچیدگی‌های خاص خود است.
نظریه برجسته‌سازی «Agenda-setting theory» مربوط به رسانه‌ها و سوءاستفادهٔ صاحبان قدرت از افکار عمومی است و با آنچه شاعران و ادیبان برجسته‌سازی نامیده‌اند، به کلی تفاوت دارد. برجسته‌سازی عناصر زبان «Foregrounding» (فور گراندینگ) که با هنجارگریزی همراه است و با آن شیوهٔ بیان جلب نظر می‌کند و غیرمتعارف می‌شود، موضوعی جداست.

## فرایند برجسته سازی
طبق نظر گلادیس انگل لنگ(G. Lang) و کورت لنگ(K. Lang)، فرایند گسترش مفهوم اولویت گذاری به مفهوم برجسته سازی شامل شش مرحله است:
1. مطبوعات بعضی رویدادها یا فعالیت‌ها را پراهمیت جلوه می‌دهند و آن‌ها را بارز می‌سازند.
2. موضوعات متفاوت برای جلب توجه، به نوع و میزان پوشش خبری متفاوتی نیاز دارند.
3. رویدادها و فعالیت‌های مورد توجه باید قالب دار باشند، یا باید حوزه‌ای از معانی به آن‌ها داد به روشی که قابل فهم شوند.
4. زبان مورد استفاده رسانه‌ها می‌تواند بر درک اهمیت موضوع اثر بگذارد.
5. رسانه‌ها، فعالیت‌ها و رویدادهایی را که مورد توجه قرار گرفته‌اند به نمادهای ثانویه وصل می‌کنند که موقعیت آن‌ها در منظر سیاسی به خوبی قابل تشخیص است.
6. هنگامی که اشخاص معروف و معتبر راجع به موضوعی صحبت می‌کنند، فرایند برجسته سازی شتاب پیدا می‌کند.[۵]

### نیاز به راهنمایی
برجسته سازی برای تمام افراد به یک شیوه و یک مقدار رخ نمی‌دهد. در دیدگاه مک کامبز(Mac Kmb) و ویور(D. Weaver)، هر چه ارتباط اطلاعات و بی‌خبری مخاطب از موضوع بیشتر باشد، نیاز به راهنمایی بیشتر است. این دو محقق این فرض را مطرح کردند، که هر چه نیاز به راهنمایی بیشتر باشد، فرد اثرهای برجسته سازی رسانه‌های جمعی را بیشتر می‌پذیرد.

#### تأخیر زمانی
در باب تأخیر زمانی و مشخصا اینکه چقدر طول می‌کشد تا محتوای رسانه‌ها بر درجه‌بندی ذهنی عموم اثر بگذارد می‌توان این گزاره را مطرح کرد که برجسته سازی یک شبه روی نمی‌دهد اما به چند سال وقت هم نیاز ندارد.

##### میزان کلیت برجسته‌سازی
هر چند تصویر برجسته سازی به صورت خیلی کلی سودمند است (برای مثال پدیده‌های بیشتری را می‌توان تبیین کرد) ولی دقت و آزمون‌پذیری فرضیه را کمتر می‌کند. میان بیانی فراگیر از اثرهای رسانه‌ها و یک اثر محدود در رتبه‌بندی مجموعه محدودی از موضوعات، باید جایگاه معتدل رضایت بخشی وجود داشته باشد.

###### اثر بر محتوای رسانه‌ها
شومیکر و ریز(۱۹۹۱) براساس کار هربرت گنز و تادگیتلین، پنج دسته اصلی از اثر بر محتوای رسانه‌ها را مطرح کردند:
1. اثرهای ناشی از فردفرد کارکنان رسانه‌ها
2. اثرهای مربوط به رویه‌های رسانه‌ها
3. نفوذهای سازمانی بر محتوا
4. اثر و نفوذ بر محتوا خارج از سازمان‌های رسانه‌ای
5. اثر ایدئولوژی

این پنج دسته از فردفرد کارکنان رسانه‌ها یعنی خردترین سطح تا نفوذ ایدئولوژی یعنی کلان‌ترین سطح، گسترش دارد. شومیکر(P. Shoemaker) و ریز این عوامل را «سلسه مراتب نفوذها» می‌خوانند که ایدئولوژی در راس سلسه مراتب قرار می‌گیرد و از صافی دیگر سطوح می‌گذرد و به پایین می‌رسد.

## برجسته‌سازی چگونه عمل می‌کند؟
مانهایم(۱۹۸۷) در مفهوم سازی از اولویت‌ها کاری انجام داده، که می‌تواند به درک ما از فرایند برجسته‌سازی کمک کند. فرض مانهایم این است که برجسته سازی هم‌کنشی سه اولویت را در برمی‌گیرد: اولویت رسانه‌ها، اولویت عموم و اولویت سیاسی.
هر یک از این سه اولویت سه بُعد را شامل می‌شود:
1. برای اولویت رسانه‌ها این ابعاد عبارت اند از: مشهود بودن، موضوع برجسته از نظر مخاطب و ارزش.
2. برای اولویت عموم این ابعاد عبارت اند از: آشنا بودن، موضوع برجسته از نظر شخص و مطلوب بودن.
3. برای اولویت سیاسی این ابعاد عبارت اند از: حمایت، احتمال عمل و آزادی عمل.

## چه کسی اولویت رسانه‌ها را تعیین می‌کند؟
در نظر وستلی، در بعضی مواقع گروه‌های فشار یا گروه‌های ذی‌نفع خاص این توانایی را دارند که موضوعی را به سطح اولویت رسانه‌ها برسانند. فانکاوزر علاوه بر جریان واقعی رویدادها فهرستی از پنج مکانیسم ارائه کرده که در تأثیرگذاری بر میزان توجه رسانه‌ها به یک موضوع دخالت دارند:
1. سازگاری رسانه‌ها به جریانی از رویدادها
2. گزارش افراطی رویدادهای مهم ولی غیرعادی
3. گزارش گزینشی جنبه‌های دارای ارزش خبری
4. خلاصه‌های رویداد یا وضعیت‌هایی که رویدادهای فاقد ارزش خبری را به شیوه‌ای دارای ارزش خبری نشان دهند
5. شبه رویدادها یا آفریدن رویدادهای دارای ارزش خبری

یکی از اثرهای مهم بر اولویت رسانه‌ها که نتیجهٔ پژوهش‌های اخیر است، محتوای سایر رسانه‌ها است به ویژه رسانه‌های نخبه که آن را فرایند «برجسته سازی بین‌رسانه‌ای» می‌خوانند.